# Ophisternon candidum
Ophisternon candidum é uma espécie de peixe da família Synbranchidae.
É endémica da Austrália.